# Corvus kubaryi
Corvus kubaryi là một loài chim trong họ Corvidae.

## Hình ảnh

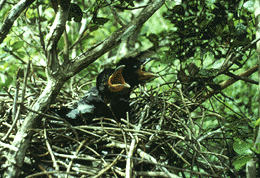
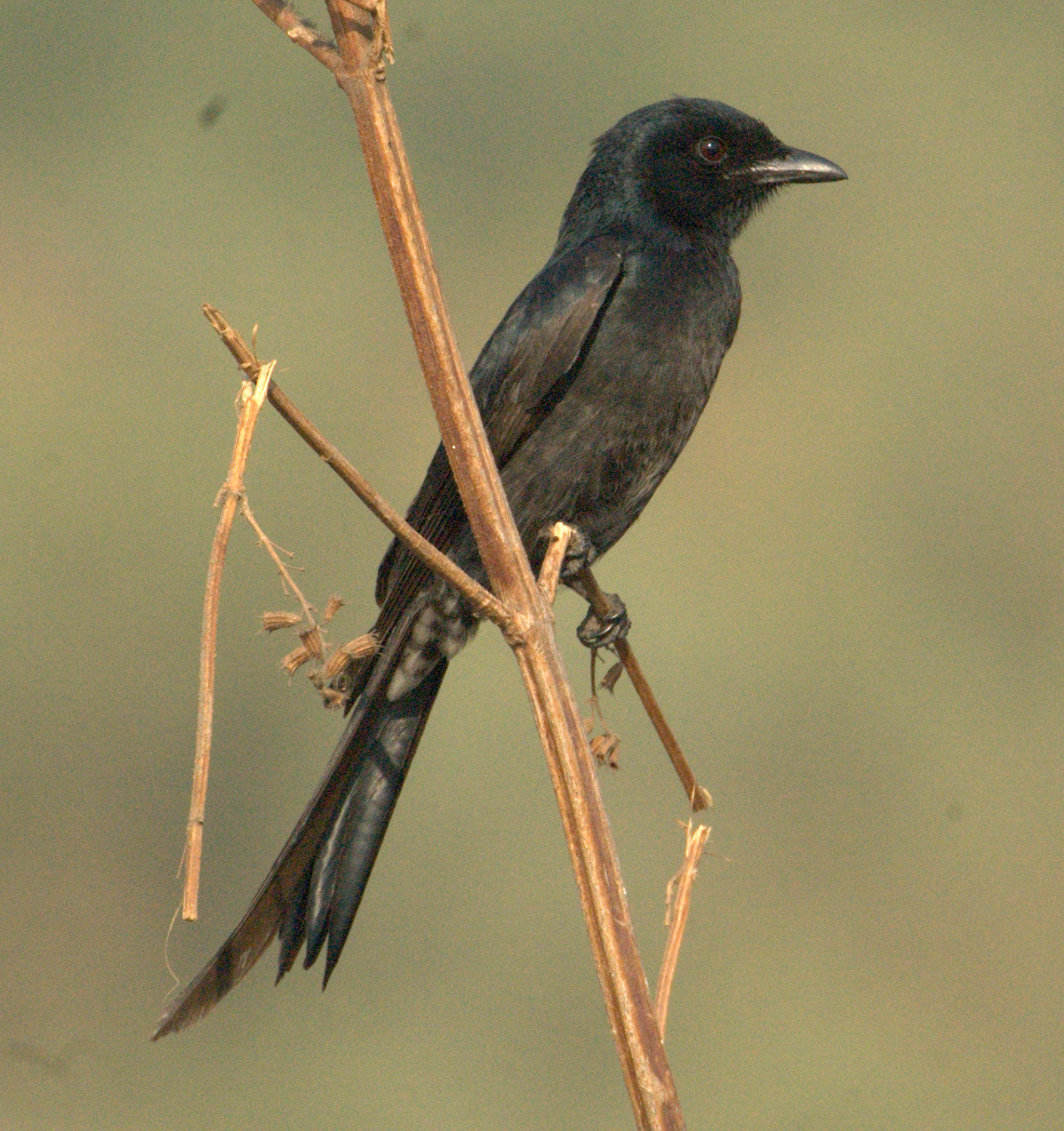
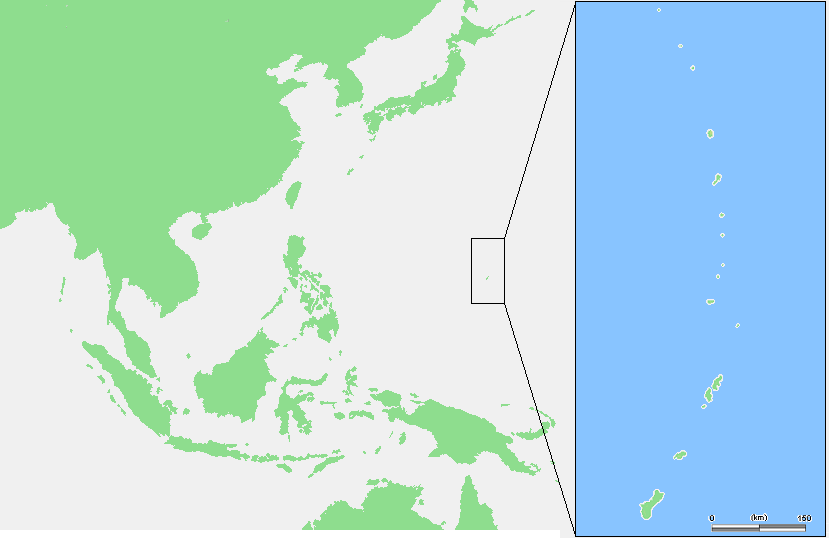

- Tập tin:Tập